# بیست‌ویک داستان از نویسندگان معاصر فرانسه
بیست‌ویک داستان از نویسندگان معاصر فرانسه کتابی حاوی ۲۱ داستان از نویسندگان معاصر فرانسه با ترجمه و تدوین ابوالحسن نجفی است که اولین بار در سال ۱۳۸۴ از سوی انتشارات نیلوفر منتشر شد. برخی از این داستان‌ها قبلاً در نشریات مختلف و نیز در کتاب نویسندگان معاصر فرانسه: برگزیده داستان‌های کوتاه (نشر پاپیروس، ۱۳۶۶) منتشر شده بودند.

## نقد
جلسهٔ نقد و بررسی این کتاب در دی‌ماه ۱۳۸۴ با حضور ابوالحسن نجفی، احمد سمیعی گیلانی، رضا سیدحسینی و محمد قاسم‌زاده در شهر کتاب مرکزی برگزار شد.

## داستان‌ها
| عنوان فارسی              | عنوان اصلی                        | نویسنده            | توضیحات                                                                  |
| ------------------------ | --------------------------------- | ------------------ | ------------------------------------------------------------------------ |
| معامله                   |                                   | ژول تلیه           | در کتاب نویسندگان معاصر فرانسه تحت عنوان «پیمان» منتشر شده               |
| کبریت                    |                                   | شارل لوئی فیلیپ    |                                                                          |
| هتل پالاس تاناتوس        | Thanatos Palace Hotel             | آندره موروا        |                                                                          |
| زنی از کرک               | Mary de Cork                      | ژوزف کسل           | در کتاب نویسندگان معاصر فرانسه تحت عنوان «ماری، قهرمان ایرلند» منتشر شده |
| ایوان ایوانوویچ کاسیاکوف | Ivan Ivanovitch Kossiakoff        | ژان ژیونو          |                                                                          |
| نامزد و مرگ              |                                   | ژیل پرو            | در کتاب نویسندگان معاصر فرانسه تحت عنوان «همزاد» منتشر شده               |
| مورمور                   |                                   | بوریس ویان         |                                                                          |
| عرب‌دوستی                 |                                   | ژان کو             |                                                                          |
| کرگدن‌ها                  | Rhinocéros                        | اوژن یونسکو        |                                                                          |
| شب دراز                  |                                   | میشل دئون          |                                                                          |
| زن ناشناس                |                                   | ژان فروستیه        |                                                                          |
| کهن‌ترین داستان جهان      | La plus vieille histoire du monde | رومن گاری          |                                                                          |
| دیوار                    | Le Mur                            | ژان پل سارتر       |                                                                          |
| هفت شهر عشق              |                                   | روژه ایکور         |                                                                          |
| مرتد                     | Le renégat                        | آلبر کامو          |                                                                          |
| بد نیستم، شما چطورید؟    |                                   | کلود روا           |                                                                          |
| بیرون‌رانده               | The Expelled                      | ساموئل بکت         | در کتاب نویسندگان معاصر فرانسه تحت عنوان «بیرون‌افتاده» منتشر شده         |
| چگونه وانگ‌فو رهایی یافت  | Comment Wang-Fô fut sauvé         | مارگریت یورسنار    |                                                                          |
| درس‌های پنج‌شنبه           |                                   | رنه-ژان کلو        |                                                                          |
| بازار برده‌فروشان         |                                   | ژرژ-الیویه شاتورنو |                                                                          |
| مرد بافتنی به دست        |                                   | گابریل بلونده      |                                                                          |